# Barbie Tingz
«Barbie Tingz» (с англ. — «Штучки Барби») — песня, записанная американской хип-хоп-исполнительницей Ники Минаж для её четвёртого студийного альбома Queen. Она была выпущена вместе с песней «Chun-Li» 12 апреля 2018 года на лейблах Young Money Entertainment и Cash Money Records. Песня была написана Ники Минаж и Джереми Рейдом и спродюсирована Chevy Music.

## История
10 апреля 2018 года Минаж выложила тизер песни в социальных сетях. 12 апреля 2018 года состоялась премьера, вместе с песней «Chun-Li». Изначально предполагалось, что песня была выпущена в качестве первого сингла с альбома Queen, однако незадолго до выхода сингла «Bed» Минаж объявила, что песня является вторым синглом с альбома, а песня «Chun-Li» является лид-синглом, то-есть «Barbie Tingz» не является синглом вообще. Позже Минаж сообщила, что трек не попадет на альбом. Однако, несмотря на это трек попал на эксклюзивное издание Target.

## Музыкальное видео
Официальное музыкальное видео вышло 4 мая 2018 года, его сняли сама Минаж и режиссёр Giovanni Bianco (Serial Pictures). Все действия в видеоклипе происходят на белом фоне, и содержат множество ярких образов и сцен. Видеоклип получил положительные отзывы, а многие даже называют его лучшим клипом с альбома.

## Коммерческий приём
Песня «Barbie Tingz» дебютировала с 83-й позиции в чарте Billboard Hot 100 с 21000 загрузок и 4,2 миллионами раз стримингового прослушивания. На следующей неделе песня достигла своей пиковой 25-й позиции, продавшись в количестве 29,000 копий и набрав 18 миллионов раз прослушивания. В США сингл получил золотой сертификат RIAA.

## Чарты
| Чарт (2018)                           | Высшая позиция |
| ------------------------------------- | -------------- |
| Австралия (ARIA)                      | 41             |
| Канада (Billboard Canadian Hot 100)   | 21             |
| Франция (SNEP)                        | 58             |
| Ирландия (IRMA)                       | 58             |
| New Zealand Heatseekers (RMNZ)        | 1              |
| Шотландия (OCC Scotland)              | 28             |
| Швеция (Sverigetopplistan)            | 90             |
| Великобритания (OCC UK Singles)       | 31             |
| США (Billboard Hot 100)               | 25             |
| США (Billboard Hot R&B/Hip-Hop Songs) | 17             |